# Эккартсберга
Эккартсберга (нем. Eckartsberga) — город в Германии, в земле Саксония-Анхальт. 
Входит в состав района Бургенланд. Подчиняется управлению Ан дер Финне.  Население составляет 2436 человек (на 31 декабря 2010 года). Занимает площадь 20,12 км². Официальный код  —  15 2 56 025.